# المسيحية في غينيا بيساو

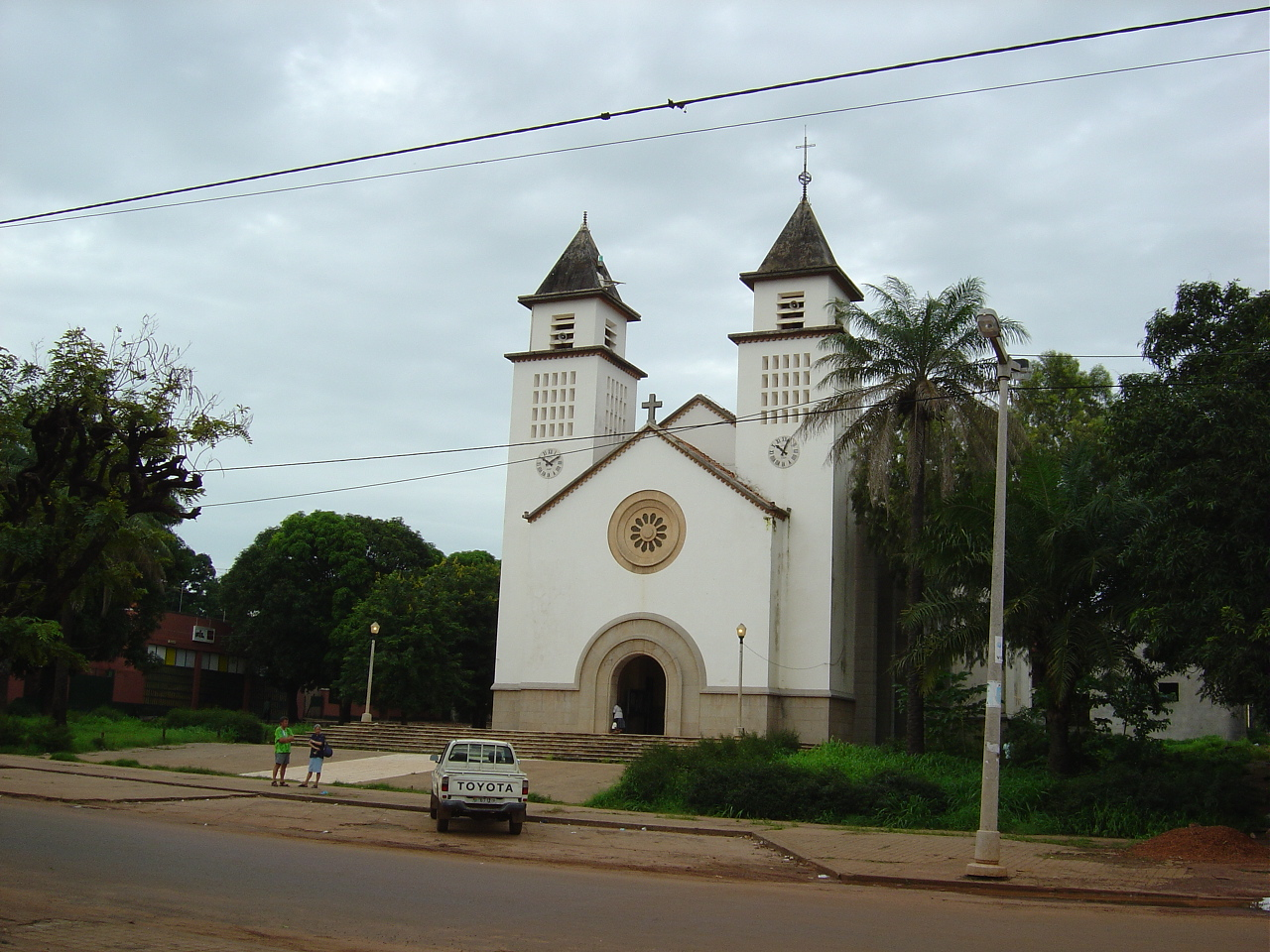
كاتدرائية عذراء كانديلاريا الكاثوليكية في بيساو.

يعود تاريخ المسيحية في غينيا بيساو إلى القرن الخامس عشر مع وصول التجار والمبشرين البرتغاليين إلى البلاد، وتركز نشاطها في المناطق الساحليَّة. من الصعب الوصول إلى بيانات دقيقة عن المسيحيين في غينيا بيساو، وتشير تقديرات مختلفة تعود إلى عام 2009 أنه يُشّكل المسيحيون في غينيا بيساو ما يقرب من 10% السكان أي حوالي 153,300 نسمة. بالمقابل تفيد مصادر أخرى، أن نسبة السكان المسيحيين في غينيا بيساو قد تتراوح بين 5% إلى 13%. وفقاً لدراسة نشرت من قبل مركز بيو للأبحاث في عام 2010 وجدت أنَّ حوالي 19.7% من سكان البلاد من أتباع الديانة المسيحية. وبحسب مركز بيو للأبحاث يشكل المسلمين حوالي 45.1% من السكان ويشكل أتباع الديانات الأفريقية التقليدية حوالي 30.9% من السكان؛ وبالتالي هي دولة بلا أغلبيََة دينيَّة واضحة. يعود صعوبة الوصول إلى تقديرات دقيقة بسبب ممارسة العديد من السكان أشكالًا من الديانة الإسلامية والمسيحية، والذين يجمعون بين ممارساتهم التوحيديَّة والمعتقدات الإفريقية التقليدية. ويهيمن المسلمون على المناطق الشمالية والشرقية في البلاد، بينما يهيمن المسيحيون على المناطق الجنوبية والساحلية للبلاد. وعلى الرغم من أن غالبية المجتمع المسيحي في غينيا بيساو ينتمي إلى المذهب الروماني الكاثوليكي الأ أنه في السنوات الأخيرة هناك زيادة كبيرة في أعداد البروتستانت والإنجيليين، وخاصةً من خلال العمل التبشيري.

## تاريخ

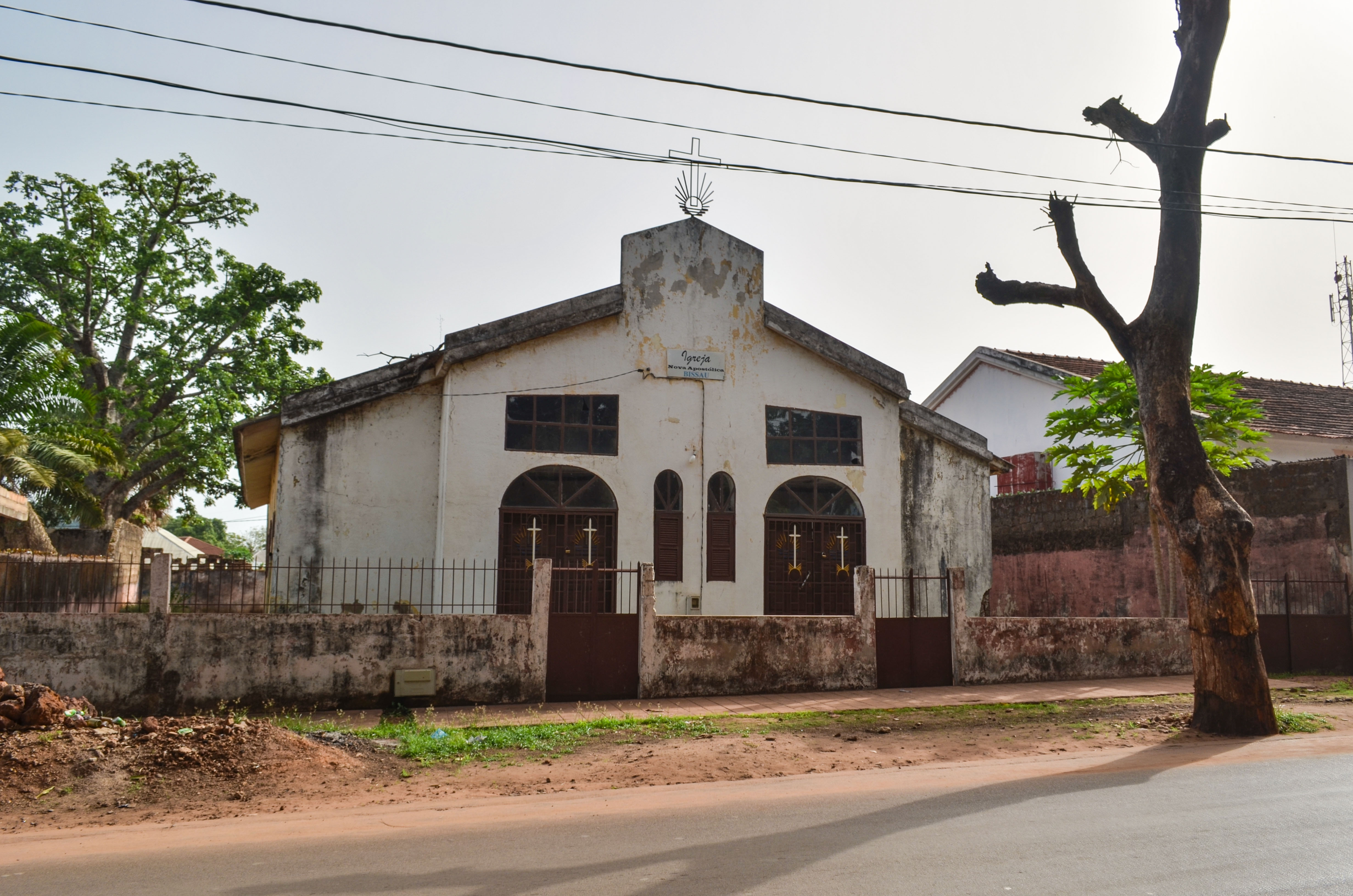
الكنيسة الرسوليه الجديدة في بيساو.

وصلت المسيحية إلى غينيا بيساو مع التجار والمبشرين البرتغاليين في القرن الخامس عشر، ولكن تركز نشاطها في المناطق الساحلية. وبدأ نشاط الرهبان الفرنيسكان في المنطقة عام 1660. على الرغم من ذلك لم تبدأ الجهود التبشيرية النشطة سوى في القرن العشرين، وفي عام 1977 أصبح للبلاد أبرشية تابعة إلى الكرسي الرسولي. ووصلت البعثة البروتستانتية إلى غينيا بيساو في عام 1939، ونشطت الكنائس الإنجيلية خلال النصف الثاني من القرن العشرين. خضعت هذه الأراضي لفترة طويلة لأبرشية سانتياغو في الرأس الأخضر الكاثوليكية حتى عام 1940، وهو العام الذي بدأوا فيه تشكيل البعثة الكاثوليكية لغينيا البرتغالية، التي تُشكل اليوم أبرشية بيساو.
أصبحت البعثات المسيحية هدفاً للتدمير خلال الحرب الأهلية في غينيا بيساو عام 1999. ووفقاً لتعدادات غينيا بيساو في عام 1991 وعام 2009، ازدادت أعداد ممارسي المسيحية من 15% عام 1991 إلى 22.1% من مجموع السكان في عام 2009؛ ووفقاً لدراسة نشرت من قبل مركز بيو للأبحاث في عام 2010 وجدت أنَّ حوالي 30.8% من سكان البلاد من أتباع الديانة المسيحية. ومع ذلك، فإن المسيحية لا تزال تتركز في المناطق الساحلية من البلاد. وعلى الرغم من أن غالبية المجتمع المسيحي في غينيا بيساو ينتمي إلى المذهب الروماني الكاثوليكي الأ أنه في السنوات الأخيرة هناك زيادة كبيرة في أعداد البروتستانت والإنجيليين، وخاصةً من خلال العمل التبشيري.

### الوضع الحالي

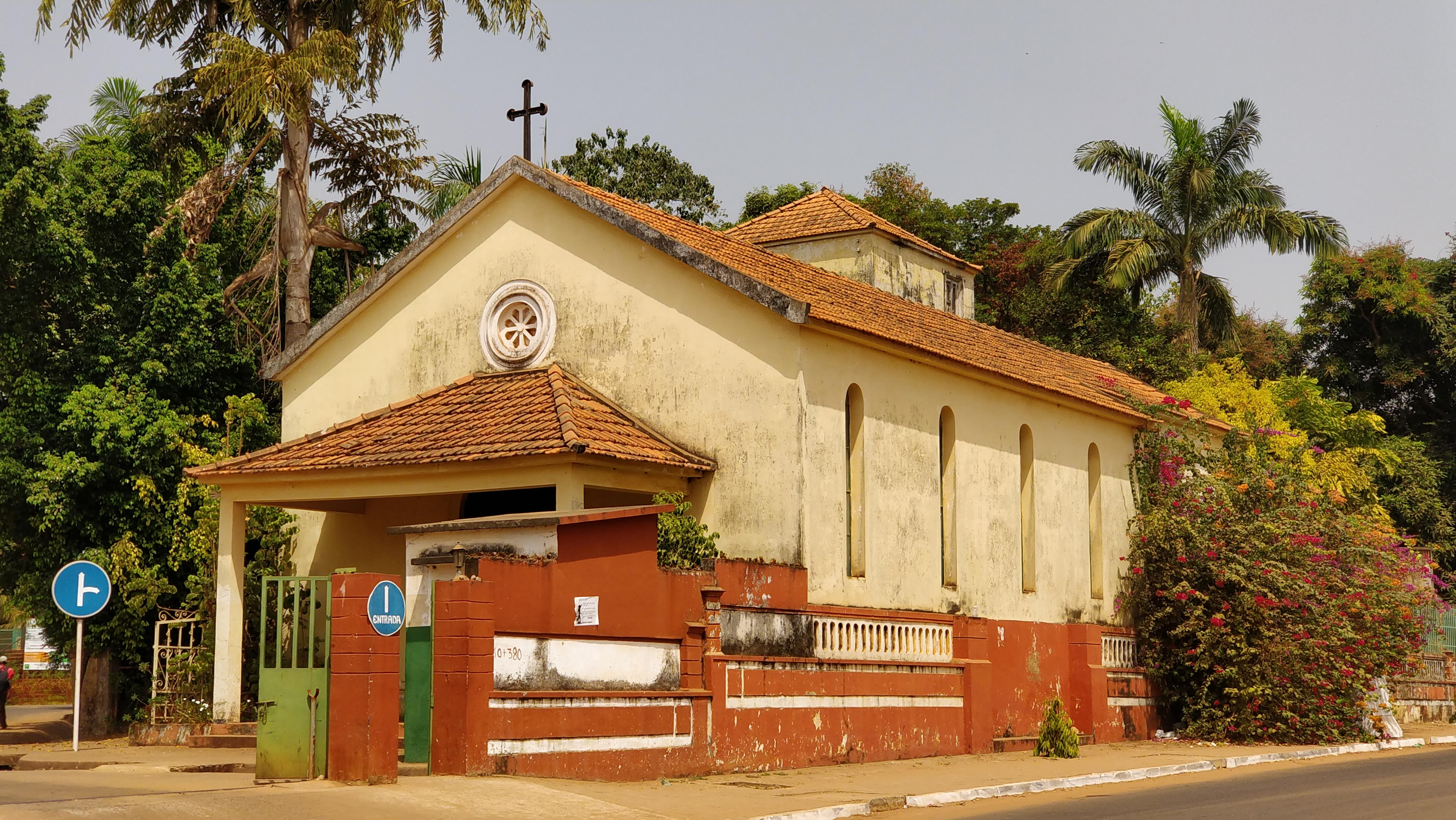
كنيسة في بيساو.

غينيا بيساو هي الأمة الوحيدة الناطقة باللغة البرتغاليَّة التي يُهيمن عليها الإسلام، في حين أن الغالبية الساحقة من الأمم الناطقة باللغة البرتغالية من المسيحيين. ينتمي المسيحيون إلى عدد من الجماعات الدينية، بما في ذلك الكنيسة الرومانية الكاثوليكية ومختلف الطوائف البروتستانتية. يتركز الحضور المسيحي في بيساو وفي المدن الكبيرة الأخرى. يعمل المبشرين الأجانب في البلاد من دون قيود، ويركز رهبان الفرنسيسكان على تقديم الخدمات الصحية للسكان. ينص الدستور على حرية الدين، وتحترم الحكومة بشكل عام هذا الحق وممارسته. يتوزع المجتمع الكاثوليكي المحلي على أبرشية بافاتا وبيساو، ووفقًا لدراسة المؤمنون في المسيح من خلفية مسلمة: إحصاء عالمي وهي دراسة أجريت من قبل جامعة سانت ماري الأمريكيّة في تكساس سنة 2015 وجدت أنَّ حوالي 1,500 مُسلم في غينيا بيساو تحول إلى المسيحية على المذهب الإنجيلي.
تعيش الجماعات الدينية المختلفة في تعايش وفي اختلاط في ما بينهم؛ بحسب مركز بيو للأبحاث حوالي 55% من المسلمين في غينيا بيساو يقولون إنهم يعرفون بعضًا أو كثيرًا عن المعتقدات المسيحية. ويقول حوالي 37% من المسلمين في غينيا بيساو أنَّ المسيحية تختلف كثيراً عن الإسلام، بالمقارنة مع 62% منهم يقولون أنَّ للمسيحية الكثير من القواسم المشتركة مع الإسلام. هو أعلى نصيب في 26 دولة سئل فيها السؤال. ومع ذلك، فإن عدم الاستقرار السياسي في البلاد منذ انقلاب عام 2012 قد أضعف التعايش السلمي. يتنامى التطرف الإسلامي في غرب أفريقيا، مما هددَّ السلام في معظم أنحاء المنطقة.